# Axel Östergren
Axel Reinhold Östergren, född den 7 september 1866 i Mofalla församling, Västergötland, död den 17 maj 1929 i Stockholm, var en svensk jurist och ämbetsman. Han var bror till Pär Adolf Östergren.
Östergren blev efter universitetsstudier i Uppsala samt tjänstgöring i och under Svea hovrätt utnämnd till vice häradshövding 1892, fiskal i hovrätten 1898 och häradshövding i Sunnerviken 1908 samt erhöll 1918 transport till Luggude domsaga. Åren 1914–1915 var han riksdagens justitieombudsman, 1915–1919 dess (förste) militieombudsman. På grund av ett flertal förordnanden medverkade han i betydande mån i lagstiftningsarbetet, särskilt i vad rör fast egendom (bland annat var han ordförande i tre kommissioner: 1912 angående jordupplåtelser till egnahem, 1914 angående fastighetsregister, 1919 angående ägostyckning med mera), och offentliggjorde jämväl åtskilliga uppsatser i hithörande ämnen. År 1921 blev han president i Kammarrätten.

## Utmärkelser
- Riddare av Nordstjärneorden[1]